# Cleveland City Stars
I Cleveland City Stars erano una società calcistica statunitense con sede a Cleveland (Ohio). Il club, fondato nel 2006, ha militato deu stagioni nella United Soccer Leagues Second Division e una nella United Soccer Leagues First Division.
I City Stars giocavano gli incontri casalinghi al Krenzler Field, piccolo stadio situato nel campus della Cleveland State University.

## Storia
I Cleveland City Stars disputano la prima stagione della loro storia nel campionato di Second Division del 2007. L'avvio di stagione è brillante, infatti i City Stars escono dal campo imbattuti nei primi nove incontri di campionato, prima di arrendersi alla decima giornata ai Charlotte Eagles.
La squadra conclude la regular season senza aver subito alcuna sconfitta nelle gare in casa, e riesce a conquistare un posto per i play-off. Il Cleveland arriverà fino alle semifinali del campionato, in cui verrà sconfitto dai futuri campioni dell'Harrisburg per 1-0.

## Tifoseria
La Green Army (Armata Verde in italiano) era un gruppo organizzato di tifosi di Cleveland. Il club era molto legato a questi tifosi, e spesso i giocatori squalificati o infortunati seguivano in mezzo a loro gli incontri dei City Stars.
La Green Army era gemellata con i Rochester Stampede, gruppo di sostenitori dei Rhinos.

## Risultati anno per anno
| Anno | Divisione | League              | Reg. Season | Playoff    | U.S. Open Cup |
| ---- | --------- | ------------------- | ----------- | ---------- | ------------- |
| 2007 | 3         | USL Second Division | 2°          | Semifinale | 2º turno      |
| 2008 | 3         | USL Second Division | 3°          | Vincitore  | 3º turno      |
| 2009 | 2         | USL First Division  | 11°         | n.q.       | 2º turno      |

## Palmarès

### Competizioni nazionali
- United Soccer Leagues Second Division: 1

2008

## Medie spettatori
- 2007: 1.417